# Autovía León-Burgos
La A-231 es una autovía autonómica de Castilla y León que articula de oeste a este, siguiendo el Camino de Santiago y la N-120, la zona subcantábrica, es decir, las provincias de Burgos, Palencia y León, todas en Castilla y León. Empieza en la salida 152 de la autovía Ruta de la Plata, entre León y Benavente, y finaliza en la Ronda Oeste de Burgos (BU-30), conectando con la autovía de Castilla (A-62) y la A-1 (Madrid-Irún).
Se construyó en varias fases: Santas Martas-Sahagún (en servicio desde 1997), Onzonilla-Santas Martas (1998), Sahagún-Carrión de los Condes (2001), Carrión de los Condes-Osorno la Mayor (2002) y Osorno-Villalbilla de Burgos (2003).
El 14 de septiembre de 2006 se inauguró la ronda oeste BU-30 propiedad de la Red de Carreteras del Estado, quedando comunicada esta autovía con las otras autovías que unen la BU-30, A-62, A-1 y otras.

## Tramos
| Denominación | Tramo                                              | Kilómetros | Año servicio |
| ------------ | -------------------------------------------------- | ---------- | ------------ |
| A-231        | Onzonilla A-66 - Santas Martas A-60                | 20         | 1998         |
| A-231        | Santas Martas A-60 - Sahagún                       | 35,5       | 1997         |
| A-231        | Sahagún - Carrión de los Condes                    | 30,6       | 2001         |
| A-231        | Carrión de los Condes - Osorno la Mayor A-67       | 22         | 2002         |
| A-231        | Osorno la Mayor A-67 - Melgar de Fernamental       | 17,6       | 2003         |
| A-231        | Melgar de Fernamental - Villanueva de Argaño       | 18         | 2003         |
| A-231        | Villanueva de Argaño - Villalbilla de Burgos BU-30 | 14,2       | 2003         |

## Salidas
| Elemento | Nombre de Salida (sentido León)/Ver de arriba-abajo           | Número de salida | Nombre de salida (sentido Burgos)/Ver de abajo-arriba            | Carretera que enlaza |
| -------- | ------------------------------------------------------------- | ---------------- | ---------------------------------------------------------------- | -------------------- |
|          |                                                               |                  |                                                                  |                      |
|          | -                                                             | 5                | Palencia - Valladolid                                            | E-80 A-62            |
|          | Burgos (oeste) - León - Polígono industrial de Villalonquejar | 10               | Burgos (oeste) - León - Polígono industrial de Villalonquejar    | N-120                |
|          | Túnel de Tardajos                                             |                  |                                                                  |                      |
|          | Las Quintanillas                                              | 152              | Las Quintanillas                                                 | N-120                |
|          | Villanueva de Argaño - Villadiego - Estepar                   | 145              | Villanueva de Argaño - Villadiego - Estepar                      | BU-406               |
|          | Olmillos de Sasamón - Sasamón                                 | 135              | Olmillos de Sasamón - Sasamón                                    | BU-P-4041 N-120      |
|          | Sasamón Villasandino                                          | 132              | Sasamón Villasandino                                             | BU-640 N-120         |
|          | Melgar de Fernamental - Padilla de Abajo                      | 120              | Melgar de Fernamental - Padilla de Abajo                         | N-120                |
|          | Provincia de Palencia                                         | -                | Provincia de Burgos                                              |                      |
|          | Osorno la Mayor Palencia - Santander                          | 108              | Osorno la Mayor Palencia - Santander                             | N-611                |
|          | Palencia - Santander                                          | 106              | Palencia - Santander                                             | A-67                 |
|          | Villaherreros - Villasarracino                                | 99               | Villaherreros - Villasarracino                                   | N-120                |
|          | Saldaña - Carrión de los Condes - Palencia                    | 85               | Saldaña - Carrión de los Condes - Palencia                       | CL-615               |
|          | Saldaña Ledigos                                               | 64               | Saldaña Ledigos                                                  | P-235 N-120          |
|          | Provincia de León                                             | -                | Provincia de Palencia                                            |                      |
|          | Sahagún (este) - San Nicolás del Real Camino                  | 55               | Sahagún (este) - San Nicolás del Real Camino                     | N-120                |
|          | Cea - Sahagún (norte)                                         | 50               | Cea - Sahagún (norte)                                            | LE-232               |
|          | Calzada del Coto - Gordaliza del Pino                         | 44               | Sahagún (oeste) - Calzada del Coto - Gordaliza del Pino Palencia | N-120 CL-613         |
|          | Bercianos del Real Camino                                     | 40               | Bercianos del Real Camino                                        |                      |
|          | El Burgo Ranero - Grañeras                                    | 34               | El Burgo Ranero - Grañeras                                       |                      |
|          | Valladolid - León                                             | 23               | Valladolid - León                                                | A-60                 |
|          | Santas Martas - Valdearcos                                    | 21AB             | Santas Martas - Valdearcos                                       | N-601                |
|          | Palanquinos                                                   | 10               | Palanquinos                                                      | LE-523               |
|          | Instalación de almacenamiento de Hidrocarburos                | 4                | Instalación de almacenamiento de Hidrocarburos                   |                      |
|          | Cembranos - Onzonilla León                                    | 1                | Cembranos - Onzonilla León                                       | N-630 LE-11          |
|          | Benavente - León - Astorga - Oviedo                           | -                | Benavente - León - Astorga - Oviedo                              | A-66 AP-66           |

## Tráfico
El tráfico promedio de la autovía se detalla en la tabla adjunta, con las cifras de vehículos diarios en 2010. Los tramos con más tráfico son los más próximos a León y Burgos.
| KM      | Intensidad media diaria | % Vehículos pesados | Tramo                                                     |
| ------- | ----------------------- | ------------------- | --------------------------------------------------------- |
| 5,700   | 9.453                   | 22,67               | De Onzonilla (León) a LE-512                              |
| 43,300  | 8.411                   | 33,46               | De El Burgo Ranero a Sahagún                              |
| 73,150  | 7.726                   | 21,54               | De P-235 a Carrión de los Condes (CL-615)                 |
| 102,200 | 7.480                   | 26,47               | De Carrión de los Condes (CL-615) a Villaherreros (P-236) |
| 130,000 | 7.211                   | 24,25               | De Melgar de Fernamental a Villanueva de Argaño           |
| 148,600 | 11.216                  | 15,02               | De Villanueva de Argaño a Burgos (N-120)                  |